# Ermita de la Font de la Salud
La Ermita de la Font de la Salud, también conocida como Ermita de la Virgen de la Salud, es una ermita abandonada situada cerca del pk. 3 de la CV-147, en las estribaciones del Desierto de las Palmas en el municipio de Castellón de la Plana (España). Su localización exacta es en el paraje de la Font de la Salud —del cual toma nombre la ermita— que se sitúa alrededor del camino que sube al Racó de Raca (458 m s. n. m.) y al pie del barranco de la Magdalena y junto a la zona conocida como Racó de la Gascona, subpartida de l'Algepsar, partida rural de la Magdalena, y se la considera la última de las numerosas ermitas que jalonan el trazado moderno del Caminás, siendo una de las 4 construidas durante el siglo XVII junto a las de Sant Roc de Canet, San Isidro y San Pedro y San José de Censal. También es una de las pocas ermitas históricas de propiedad privada y no municipal.
La primera aparición documentada del paraje en el que se asienta la ermita es de 1178 en la conocida Dotalía en la que los reyes de Aragón Alfonso II y Sancha donan el castillo y la villa de Khadrell a la diócesis de Tortosa en el día de la consagración de su catedral y en el que se menciona como límite del distrito castral un lugar conocido como «Fons-calens» que los expertos identifican con la Font de la Salud. Los alrededores de esta zona estuvieron habitados desde la edad de bronce, con yacimientos en les Serretes, el cerro de la Magdalena o el Mas de Boira y el Mas de Rambla, aunque los escasos restos arqueológicos encontrados en la Font de la Salud son de época islámica, época también en la que estuvo habitado el no muy lejano Castell Vell.
No vuelve a haber noticias documentales del lugar hasta 1693 cuando recibe la visita del obispo Severo Tomás Auter cuando se la nombra en latín como Fontis Salutis. Se piensa por tanto que el edificio se habría construido antes de esta fecha, aunque su aspecto actual se debería a una reforma realizada en el siglo XVIII.
El paisaje que la rodea es un pinar situado en la confluencia de dos barrancos en el que existe uno de los 3 únicos manantiales naturales de Castellón de la Plana, marcado por un pilón decorado con azulejos. La vegetación crece en la zona de forma salvaje y abandonado de la mano humana. Esta fuente abastecía de agua al Castell Vell mediante un acueducto enterrado.
La construcción es sencilla y a la vez muy diferente a las ermitas que se construyeron en esta época en el municipio. Se trata de una ermita de planta central, cubierta con cúpula ciega sobre pechinas decoradas con yeserías que en el exterior tiene forma piramidal campaniforme y se recubre con tejas. La puerta de acceso es adintelada pero no conserva la carpintería y existen sendas ventanas altas para iluminar el interior. Dentro se pueden apreciar los restos de una rica decoración a base de esgrafiados y pinturas murales, destacando los que componían el retablo; así como el altar mayor y el pavimento destrozados. Los propietarios conservan algunos bienes materiales de la decoración, destacando la imagen de la Virgen de la Salud.
El edificio está completamente abandonado y presenta numerosos daños vandálicos, pese a ello la fábrica de mampostería externa rematada con sillares en las esquinas presenta un estado de conservación aceptable.
En 2015 el ayuntamiento se interesó en ayudar a los propietarios en su restauración o en adquirirla, sin que se sepa el resultado de dichas posibles negociaciones. En 2021 fue incluida en el Catálogo de protecciones del nuevo plan general urbanístico con la catalogación de Bien de relevancia local, siendo incluida en el Inventario General del Patrimonio Cultural Valenciano (IGPCV).